# Richard Courant

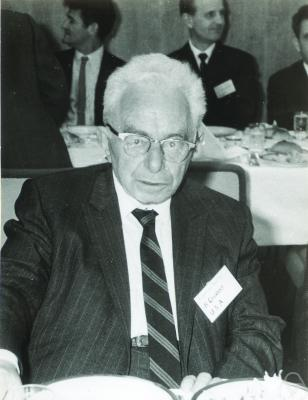
Richard Courant (1969)

Richard Courant (* 8. Januar 1888 in Lublinitz, Oberschlesien; † 27. Januar 1972 in New York) war ein deutsch-amerikanischer Mathematiker.

## Leben
Richard Courant wurde 1888 in Lublinitz, Schlesien, geboren. Sein Vater Siegmund Courant war ein kleiner Geschäftsmann, der einer weitverzweigten jüdischen Familie entstammte. Seine Mutter Martha Courant, geborene Freund, war Tochter eines Geschäftsmanns aus dem benachbarten Oels. Edith Stein war eine Cousine väterlicherseits von Richard Courant.
Seine Eltern zogen in seiner Jugend oft um: nach Glatz, Breslau und schließlich 1905 nach Berlin. Richard besuchte zunächst das Gymnasium in Glatz und später das humanistische König-Wilhelms-Gymnasium in Breslau. Nach ersten Anlaufschwierigkeiten galt er dort als sehr guter Schüler. Die Geschäfte des Vaters gingen nicht sehr gut, und er musste im Jahr 1901 Insolvenz anmelden. Schließlich entschloss sich der Vater, seine geschäftlichen Aktivitäten nach Berlin zu verlegen. Richard Courant jedoch, der schon früh begonnen hatte, selbstständig Geld als Privatlehrer neben der Schule zu verdienen, blieb in Breslau zurück. Durch die Arbeit als Privatlehrer lernte er auch seine spätere Frau, die Mathematikerin Nelli Neumann kennen. Zum Wintersemester 1906/07 nahm er ein Studium an der Universität Breslau auf, zunächst im Fach Physik, später Mathematik. Er fand die Vorlesungen eher unbefriedigend und ging nach Zürich und anschließend nach Göttingen, wo er Assistent von David Hilbert wurde. 1910 promovierte Courant dort über das Thema Über die Anwendung des Dirichletschen Prinzips auf die Probleme der konformen Abbildung und habilitierte sich 1912.
Er wurde bereits am 8. August 1914 zum Ersten Weltkrieg eingezogen und nahm fünf Tage später am Vormarsch durch Belgien nach Frankreich teil. Dort erlebte er ein „desaströses Kommunikationschaos“, worauf er sich für die Entwicklung einer neuartigen Erdtelegraphie  einsetzte (direkte Übertragung elektrischer Signale im Boden). Zur Mitarbeit gewann er dabei Carl Runge, Peter Debye und Paul Scherrer. Bald wurde er verwundet und wieder aus dem Kriegsdienst entlassen. Danach kehrte er nach Göttingen zurück, wo er, nach zwei Jahren in Münster, 1922 zum Professor und später zum Leiter des mathematischen Instituts ernannt wurde. Ab 1925 war er Mitglied der Göttinger Akademie der Wissenschaften.
Nach der Machtergreifung wurde Courant trotz des Frontkämpferprivilegs am 13. April 1933 in den Ruhestand versetzt, er verließ Deutschland im Sommer 1933. Er verbrachte ein Jahr in Cambridge und ging anschließend nach New York, wo er 1936 Professor wurde. Dort baute er mit Kurt Friedrichs, den er aus Göttingen mitbrachte, und dem jungen Peter Lax ein mathematisches Forschungszentrum auf. Das Courant Institute for Mathematical Sciences (wie es seit 1964 heißt) an der New York University gehört zu den weltweit angesehensten Instituten für Angewandte Mathematik. 1953 wurde Courant in die American Philosophical Society und 1955 in die National Academy of Sciences gewählt.
Nach kurzer Ehe mit Nelly Neumann war Courant in zweiter Ehe seit 1919 mit Nerina (Nina) Runge verheiratet, einer Tochter von Carl Runge. Sein Sohn Ernest Courant war ein bekannter Physiker, und seine Tochter Gertrude Moser ist Biologin und Ehefrau des Mathematikers Jürgen Moser.

## Werk

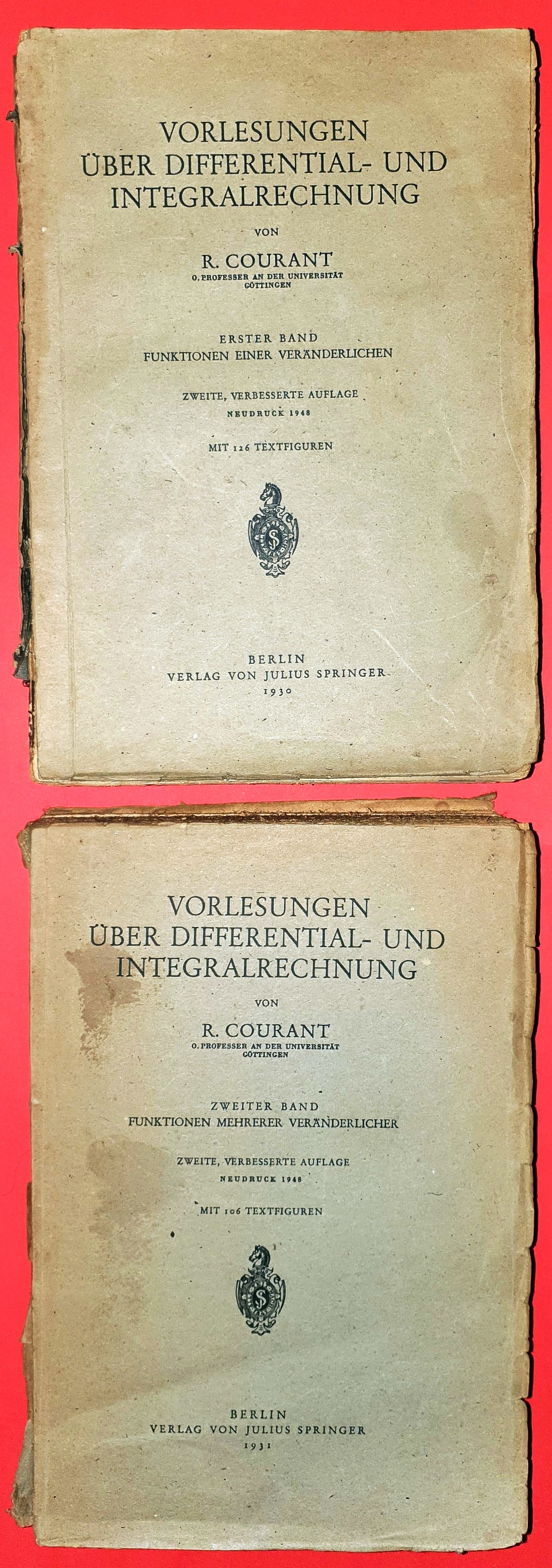
Umschlagseiten der zweiten Auflage der Vorlesungen über Differential- und Integralrechnung von 1930/1931, Neudruck 1948

Richard Courant gründete und leitete ab 1922 erfolgreich das Mathematische Institut der Universität Göttingen und war auch Initiator sowie Bauherr des von der amerikanischen Rockefeller Foundation finanzierten und 1927 bis 1929 errichteten Institutsneubaus Bunsenstraße 3/5.
Courant war ein herausragender Mathematiker. Er entwickelte die Finite-Elemente-Methode von Walter Ritz (Verfahren von Ritz) weiter, die später von Ingenieuren  und  Naturwissenschaftlern viel benutzt wurde (fand aber zum Zeitpunkt der Veröffentlichung von Courant 1943 bei Ingenieuren keine Aufmerksamkeit), und klärte ihre mathematischen Grundlagen. Die Methode ist heute u. a. ein Standard-Verfahren bei der numerischen Lösung partieller Differentialgleichungen, weil oft konkrete Fehlerabschätzungen möglich sind. Insbesondere in der Quantenmechanik wird sie standardmäßig eingesetzt.
Sein Lehrbuch Methoden der mathematischen Physik mit David Hilbert ist auch über 80 Jahre nach seinem Erscheinen ein Standardwerk. Es beruht auf Vorlesungen von Hilbert, ist aber nahezu vollständig von Richard Courant geschrieben. 
Daneben existiert ein zweibändiges Lehrbuch aus den 1920er Jahren (Vorlesungen über Differential- und Integralrechnung) für Studenten in den ersten beiden Semestern. Diese zwei Bände sind ebenfalls zeitlos und werden deshalb (sozusagen als „Kontrast“) immer noch verkauft, weil sie im Gegensatz zu den abstrakteren modernen Darstellungen sehr anschaulich und verständlich sind.
Im Bereich der numerischen Strömungssimulation ist Richard Courant vor allem für die Courant-Friedrichs-Lewy-Zahl bekannt, die für die Berechnung hyperbolischer partieller Differentialgleichungen wichtig ist. Weiterhin ist nach ihm der Satz von Courant-Fischer benannt, der eine Darstellung der Eigenwerte einer symmetrischen oder hermiteschen Matrix als minimalen beziehungsweise maximalen Rayleigh-Quotienten angibt (Minimum-Maximum-Prinzip).
In seiner Dissertation hatte sich Richard Courant mit dem Dirichlet-Prinzip und seiner Anwendung in der Uniformisierungstheorie beschäftigt. Darauf kehrte er in späteren Arbeiten über Minimalflächen und konforme Abbildungen zurück.
Sein Buch mit Herbert Robbins Was ist Mathematik? (zuerst 1941 erschienen) gilt als eine erstklassige Einführung.

## Ehrungen

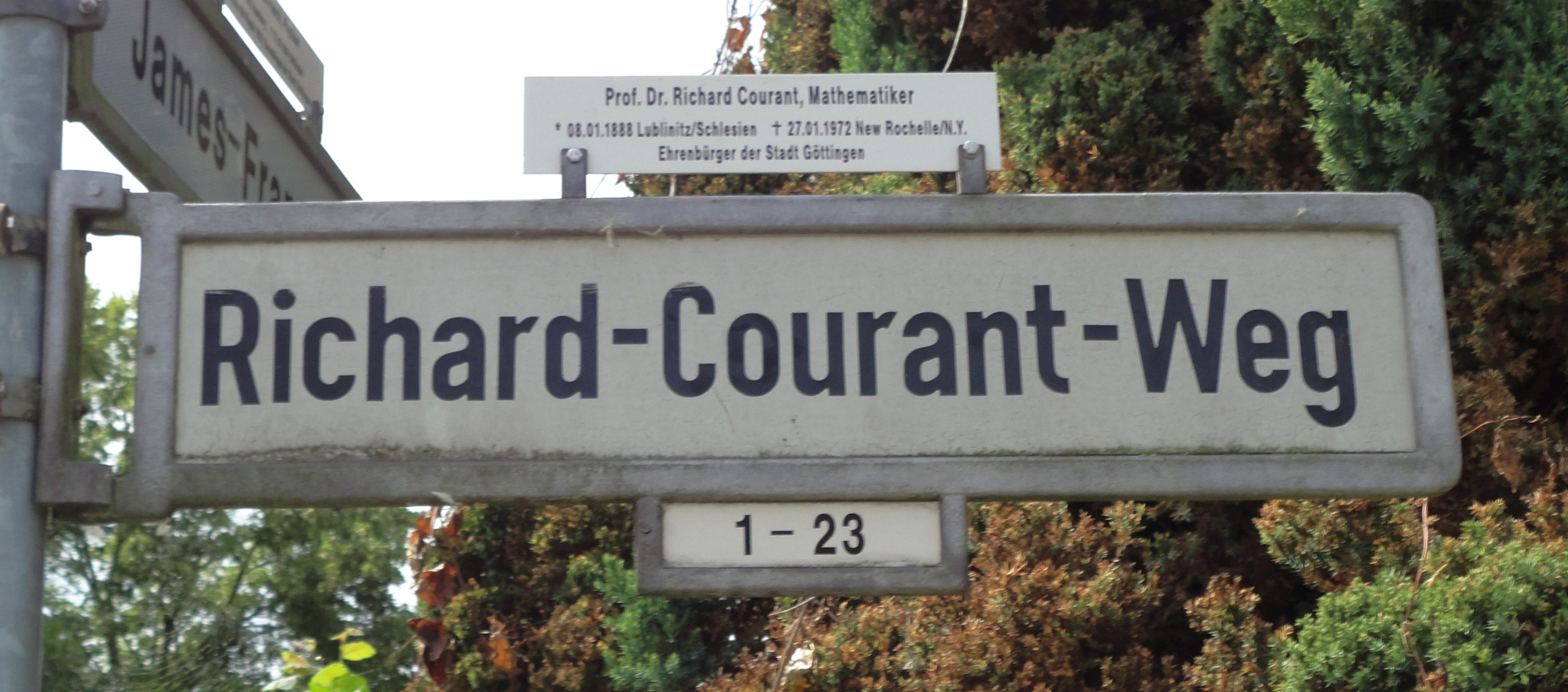
Göttingen-Weende, Richard-Courant-Weg

- 1953: Ehrenbürger der Stadt Göttingen.[6][7]
- 1955: Ehrendoktor der TH Darmstadt.
- 1959: Großes Verdienstkreuz mit Stern der Bundesrepublik Deutschland.
- 1969: Porträt-Ölgemälde von William Schöpp für die Ehrenbürger-Galerie im Ratssaal des Neuen Rathauses Göttingen.[8]
- 1975: Benennung der Straße „Richard-Courant-Weg“ in Göttingen, Ortsteil Weende.[9]
- 1978: Anbringung einer Göttinger Gedenktafel am ehemaligen Wohnort Wilhelm-Weber-Straße 21.[10][7]

## Schriften
- mit Herbert Robbins: Was ist Mathematik? 5. Auflage. Springer Verlag, 2000, ISBN 3-540-63777-X.
- mit Adolf Hurwitz: Funktionentheorie. 4. Auflage. (mit Helmut Röhrl). Springer Verlag, 1922/1964; Vorlesungen über elliptische Funktionen und allgemeine Funktionentheorie von Adolf Hurwitz, herausgegeben und ergänzt durch einen Abschnitt über Geometrische Funktionentheorie von Courant. sub.uni-goettingen.de
- Methoden der mathematischen Physik. 2 Bände. Springer Verlag, 1968 (zuerst 1924, 1930), völlig neu bearbeitet in englischer Ausgabe, Interscience, 1953, 1961; Methoden der mathematischen Physik 1924. sub.uni-goettingen.de
- Vorlesungen über Differential- und Integralrechnung. 2 Bände. Springer Verlag, Berlin / Heidelberg / New York 1971, ISBN  3-540-05466-9 (zuerst 1927, 1929 erschienen).
  - Englische Ausgabe mit Fritz John: Introduction to calculus and analysis. 2 Bände. Springer Verlag, 1989.
- Dirichlets principle, conformal mappings and minimal surfaces. Interscience, 1950.
- mit Kurt Friedrichs: Supersonic Flow and Shock Waves. Interscience, New York 1961 (zuerst 1948 erschienen).
- Über konforme Abbildung von Bereichen, welche nicht durch alle Rückkehrschnitte zerstückelt werden, auf schlichte Normalbereiche. In: Mathem. Zeitschr., 1919, Band 3, Heft 1/2, S. 9, Springer, Berlin. sub.uni-goettingen.de
- Über die Theorie der linearen partiellen Differenzengleichungen. In: Nachr. d. Gesellsch. d. Wissensch. zu Göttingen, Mathem.-phys. Klasse, 1925, Band 23; uni-goettingen.de
- Bemerkungen zur Frage der numerischen Auflösung von Randwertproblemen, die aus der Variationsrechnung entspringen. In: Nachr. d. Gesellsch. d. Wissensch. zu Göttingen, Mathem.-phys. Klasse, 1925, sub.uni-goettingen.de
- Über eine Klasse von kovarianten Funktionalausdrücken, welche aus Variationsproblemen entspringen. In: Nachr. d. Gesellsch. d. Wissensch. zu Göttingen, Mathem.-phys. Klasse, 1925, Band 18, sub.uni-goettingen.de
- Über direkte Methoden bei Variations- und Randwertproblemen. In: Jahresbericht der Deutschen Mathematiker-Vereinigung, 1926; sub.uni-goettingen.de
- mit Kurt Friedrichs, Hans Lewy: Über die partiellen Differenzengleichungen der mathematischen Physik. In: Mathematische Annalen, 1928, Band 100, S. 32–74; sub.uni-goettingen.de